# Fangchenggang
Fangchenggang is een stadsprefectuur in het zuidwesten van de regio Guangxi van China. Fangchenggang heeft ongeveer dan 720.000 inwoners. Vóór de oprichting van Volksrepubliek China, maakte deze stadsprefectuur uit van de provincie Guangdong. De plaatselijke bevolking hier spreekt nog steeds een Kantonees dialect.
In Fangchenggang bevinden zich sinds 2003 de grote staalfabrieken van Shenglong Metallurgical. De stad moest in het kader van het Westelijk Ontwikkelingsprogramma het centrum van Guangxi's staalindustrie worden.
Wuhan Iron & Steel is hier begonnen met de bouw van een grote staalfabriek met de bedoeling de oude fabriek van dochter Liuzhou Steel in Liuzhou te vervangen. Liuzhou Steel werd in 2015 afgestoten en verwierf enkele jaren nadien de fabriek.